# 霜上雄一
霜上雄一（日语：／ SHIMOGAMI yuichi，1998年3月5日—），日本男子羽毛球運動員。神奈川縣出生，畢業於日本體育大學。現屬日立情報通信羽球隊及日本國家羽毛球隊B隊。

## 主要比賽成績
只列出曾進入準決賽的國際賽事成績：
| 年份   | 賽事                       | 公開賽級別 | 項目     | 拍檔     | 成績   |
| ------ | -------------------------- | ---------- | -------- | -------- | ------ |
| 2022年 | 印尼羽球國際挑戰賽         | 國際挑戰賽 | 男子雙打 | 野村拓海 | 冠軍   |
| 2024年 | 中國瑞昌羽毛球大師賽       | 超級100賽  | 混合雙打 | 保原彩夏 | 準決賽 |
| 2024年 | 北馬里亞納羽毛球公開賽     | 國際挑戰賽 | 男子雙打 | 野村拓海 | 冠軍   |
| 2024年 | 北馬里亞納羽毛球公開賽     | 國際挑戰賽 | 混合雙打 | 保原彩夏 | 冠軍   |
| 2024年 | 塞班島羽毛球國際賽         | 國際挑戰賽 | 男子雙打 | 野村拓海 | 冠軍   |
| 2024年 | 塞班島羽毛球國際賽         | 國際挑戰賽 | 混合雙打 | 保原彩夏 | 亞軍   |
| 2024年 | 印度尼西亞羽毛球國際挑戰賽 | 國際挑戰賽 | 男子雙打 | 野村拓海 | 準決賽 |
| 2024年 | 印度尼西亞羽毛球國際挑戰賽 | 國際挑戰賽 | 混合雙打 | 保原彩夏 | 準決賽 |
| 2024年 | 印尼羽毛球國際挑戰賽       | 國際挑戰賽 | 男子雙打 | 野村拓海 | 準決賽 |
| 2024年 | 印尼羽毛球國際挑戰賽       | 國際挑戰賽 | 混合雙打 | 保原彩夏 | 準決賽 |
| 2024年 | 越南羽毛球公開賽           | 超級100賽  | 男子雙打 | 野村拓海 | 準決賽 |
| 2024年 | 越南羽毛球公開賽           | 超級100賽  | 混合雙打 | 保原彩夏 | 準決賽 |
| 2024年 | 吉隆坡羽毛球大師賽         | 超級100賽  | 混合雙打 | 保原彩夏 | 亞軍   |
| 2025年 | 亞洲羽毛球混合團體錦標賽   | 其他       | 混合團體 | －       | 季軍   |
| 2025年 | 德國羽毛球公開賽           | 超級300賽  | 男子雙打 | 野村拓海 | 準決賽 |
| 2025年 | 蘇迪曼盃                   | 其他       | 混合團體 | －       | 季軍   |
| 2025年 | 台北羽毛球公開賽           | 超級300賽  | 男子雙打 | 野村拓海 | 準決賽 |
| 2025年 | 台北羽毛球公開賽           | 超級300賽  | 混合雙打 | 保原彩夏 | 準決賽 |

| 2018-2026年 | 總決賽 | 超級1000賽 | 超級750賽 | 超級500賽 | 超級300賽 | 超級100賽 | 國際挑戰賽 | 國際系列賽 | 未來系列賽 | 其他 |